# Horndean
Horndean  est un village du district d’East Hampshire dans le comté de Hampshire, en Angleterre.
La paroisse civile de Horndean comprend également les villages voisins de Catherington et Lovedean (en).

## Jumelages
| Ville | Ville         | Pays | Pays   |
| ----- | ------------- | ---- | ------ |
|       | Aubergenville |      | France |